# 1974년 서울시내버스 운행회사
1974년 당시 서울특별시에서 시내버스를 운행하고 있던 회사의 목록은 다음과 같다.

## 시내버스 회사
| 회사명         | 당시 본사 및 면허등록지 | 비고 |
| -------------- | --- | --- |
| 개봉여객       | 영등포구 개봉동 (현 구로구 개봉동) | 훗날 광명운수, 현 범일운수 |
| 경성여객자동차 | 마포구 망원동 | |
| 공항버스       | 영등포구 방화동 168-50 (현 강서구 방화동 168-50)                                                                                               | |
| 관악교통       | 관악구 신림동 131-6 | |
| 금성교통       | 차고지 : 경기도 양주군 미금면 금곡리 153 (현 경기도 남양주시 금곡동 153) 면허등록지 : 동대문구 망우동 202-19                                   | 현 대원교통 |
| 김포교통       | 영등포구 방화동 (현 강서구 방화동) | |
| 대륙교통       | 영등포구 양평동1가 36 | 1976년 부도로 폐업 |
| 대원여객       | 차고지 : 경기도 의정부시 가능동 면허등록지 : 종로구 효제동                                                                                     | |
| 대진운수       | 성북구 정릉동 810 | 현 대진여객 |
| 대창운수       | 마포구 상수동 | 훗날 동남교통, 2003년 부도로 폐업 |
| 덕성여객       | 도봉구 공릉동 27-11 (현 노원구 공릉동 27-11)                                                                                                   | 현 태릉교통 |
| 도원교통       | 성북구 정릉동 924-4 | |
| 동남교통       | 도봉구 상계동 (현 노원구 상계동) | 현 흥안운수 |
| 동서교통       | 차고지 : 경기도 성남시 신흥동 면허등록지 : 성북구 정릉동 820-7                                                                                 | 현 남성교통 |
| 동성교통       | 차고지 : 경기도 성남시 상대원동 372 면허등록지 : 성북구 정릉동 819-3                                                                           | |
| 동아운수       | 도봉구 수유동 469 (현 강북구 수유동 469) | |
| 동양교통       | 성북구 정릉동 771-7 | 현 대진여객 |
| 동해운수       | 차고지 : 경기도 고양군 신도읍 화전리 (현 경기도 고양시 덕양구 화전동) 면허등록지 : 서대문구 북아현동 238-31                                    | |
| 미아운수       | 도봉구 삼양동 (현 강북구 미아동) | 현 선일교통 |
| 범양여객운수   | 서대문구 수색동 275-10 (현 은평구 수색동 275-10)                                                                                               | 훗날 선진여객운수, 현 선진운수 |
| 범진여객       | 관악구 사당동 577-1 (현 동작구 사당동 577-1)                                                                                                   | 1999년 11월 부도로 폐업 |
| 보성운수       | 영등포구 구로동 145-17 (현 구로구 구로동 145-17)                                                                                               | |
| 보영운수       | 영등포구 구로동 (현 구로구 구로동) | |
| 봉천교통       | 관악구 봉천동 467 | 훗날 풍양운수, 현 오케이버스 |
| 북부운수       | 동대문구 면목동 378-3 (현 중랑구 면목동 387-3)                                                                                                 | |
| 삼광운수       | 영등포구 문래동 | 훗날 흥기운수, 2001년 2월 부도로 폐업 |
| 삼선합승       | 성북구 정릉동 | 훗날 삼선버스, 현 서울승합 |
| 삼성여객자동차 | 용산구 보광동 80-21 | |
| 삼양교통       | 도봉구 삼양동 (현 강북구 미아동) | |
| 삼영교통       | 도봉구 수유동 (현 강북구 수유동) | 현 도선여객 |
| 삼원여객       | 관악구 사당동 (현 관악구 남현동) | 1999년 12월 31일 경영악화로 폐업, 현 우신버스 |
| 삼진교통       | 성동구 옥수동 산5 | 훗날 남부운수, 현 범일운수 2000년 1월 부도로 폐업                                                                                                |
| 삼화교통       | 서대문구 홍은동 | 현 삼화고속, 1997년 도시형버스 161번을 삼화상운에 매각하고 서대문구 마을버스 7번, 7-2번을 삼하운수로 분리독립시키면서 서울시내버스 사업에서 철수 |
| 삼화상운       | 도봉구 월계동 (현 노원구 월계동) | |
| 삼흥운수       | 성동구 신당동 33-5 (현 중구 신당동 33-5) | 현 대성운수 |
| 삼호운수       | 도봉구 상계동 (현 노원구 상계동) | 현 서울버스 |
| 상마운수       | 관악구 신림동 678-3 | 현 한남운수 |
| 상원여객       | 도봉구 미아동 (현 강북구 미아동) | 훗날 동아여객, 현 동아운수 |
| 상진운수       | 성북구 석관동 124-18 | |
| 새한버스       | 도봉구 우이동 (현 강북구 우이동) | 훗날 동북운수, 동아버스, 현 동아운수 |
| 서부운수       | 서대문구 북가좌동 323-1 | |
| 서울승합       | 성동구 천호동 (현 강동구 천호동) | |
| 서울여객       | 용산구 한남동 | 훗날 삼영교통, 현 도선여객 |
| 선진운수       | 서대문구 역촌동 (현 은평구 역촌동) | |
| 세운교통       | 성북구 장위동 | 훗날 상신교통, 현 삼화상운 |
| 세풍운수       | 영등포구 오류동 (현 구로구 오류동) | |
| 수도교통       | 성동구 거여동 223-3 (현 송파구 거여동 223-3)                                                                                                   | 현 송파상운 |
| 승원여객자동차 | 종로구 효제동 297-1 | 현 서울버스, 2000년 1월 부도로 폐업 |
| 신길운수       | 영등포구 신길동 | 현 신길교통 |
| 신성교통       | 서대문구 불광동 (현 은평구 불광동) | |
| 신우교통       | 도봉구 상계동 (현 노원구 상계동) | 현 흥안운수 |
| 신원교통       | 도봉구 우이동 (현 강북구 우이동) | 훗날 화곡교통, 풍양운수, 현 오케이버스 |
| 신인운수       | 관악구 봉천동 516-1 | 서대문구 북가좌동 3-39에 영업소 보유 |
| 신장운수       | 차고지 : 경기도 광주군 동부면 신장리 (현 경기도 하남시 신장동) 면허등록지 : 서울특별시 성동구 하일동 323-3 (현 서울특별시 강동구 강일동 323-3) | 2001년 부도로 폐업 |
| 신진운수       | 성동구 옥수동 224 | 현 진화운수 |
| 신촌교통       | 서대문구 남가좌동 | |
| 신촌운수       | 영등포구 문래동5가 8-1 | 현 중부운수 |
| 신한교통       | 동대문구 면목동 391 (현 중랑구 면목동 391) | 훗날 선진교통, 현 북부운수 |
| 신흥교통       | 동대문구 답십리동 | 현 신흥기업 |
| 아륙교통       | 도봉구 쌍문동 | 훗날 한성버스, 현 한성여객 |
| 아진교통       | 도봉구 쌍문동 | |
| 안성여객       | 서대문구 홍제동 280 | 1978년 부도로 폐업 |
| 안양교통       | 차고지 : 경기도 안양시 안양동 14-8 면허등록지 : 서울특별시 서대문구 충정로 2가 113-1                                                           | 현 서울매일버스 |
| 영신여객자동차 | 성북구 우이동 (현 강북구 우이동) | |
| 영인운수       | 영등포구 양남동 (현 양평동) | |
| 영일교통       | 영등포구 신도림동 (현 대림동) | 현 보성운수 |
| 영진교통       | 도봉구 수유동 (현 강북구 수유동) | 현 우신운수 |
| 옥성운수       | 영등포구 시흥동 (현 금천구 시흥동) | 현 범일운수 |
| 원효여객       | 서대문구 연희동 | 훗날 한성교통, 우신교통, SM버스, 현 보광교통 |
| 유성운수       | 서대문구 평창동 148-16 (현 종로구 평창동 148-16)                                                                                               | |
| 유진운수       | 종로구 삼청동 | 훗날 경동교통으로 사명이 변경되었다가 유진운수로 환원, 현 군포교통                                                                               |
| 일진교통       | 마포구 하중동 | 훗날 연세운수, 성동여객, 우성버스, 1998년 부도로 폐업                                                                                            |
| 정오운수       | 관악구 봉천동 1537-3 | 동대문구 답십리동 종점 보유 훗날 창진상운, 부흥교통, 현 진화운수                                                                                 |
| 제일여객자동차 | 서대문구 불광동 282 (현 은평구 불광동 282) | 현 제일교통 |
| 중부운수       | 영등포구 신월동 338 (현 양천구 신월동 338) | |
| 중앙교통       | 용산구 보광동 206 | 훗날 남산운수, 신진운수, 현 진화운수 |
| 진아교통       | 성북구 석관동 | |
| 진화운수       | 도봉구 우이동 (현 강북구 우이동) | |
| 태광교통       | 영등포구 신길동 | 훗날 안남운수, 현 군포교통, 성동구 군자동 118-34번지(현 동대문구 장안동 118-34번지)에 영업소 보유                                                |
| 태진운수       | 성동구 성수동2가 649-1 | |
| 한남운수       | 관악구 신림동 241-42 | |
| 한서교통       | 성동구 성수동2가 234-1 | |
| 한성여객운수   | 성북구 장위동 71 | |
| 한성운수       | 도봉구 번동 375 (현 강북구 번동 375) | |
| 해창여객       | 마포구 하중동 | 훗날 영동교통, 1997년 2월 부도로 폐업 |
| 혁성운수       | 동대문구 전농동 | 현 북부운수 |
| 현대교통       | 서대문구 남가좌동 295 | |
| 호수여객       | 동대문구 전농동 597-42 | 훗날 태화상운, 2001년 서울시내버스 사업을 대원교통에 매각하고, 현재는 경기도 남양주시의 마을버스만 운행                                          |
| 화곡교통       | 영등포구 화곡동 (현 강서구 화곡동) | 훗날 풍양운수, 현 오케이버스 |

## 같이 보기
- 1949년 서울시내버스 노선
- 1956년 서울시내버스 운행회사
- 1959년 서울시내버스 노선
- 1961년 서울시내버스 노선번호 개편
- 1964년 서울시내버스 노선번호 개편
- 1966년 서울시내버스 노선번호 개편
- 1970년 서울시내버스 노선번호 개편
- 1970년 서울시내버스 운행회사
- 1985년 서울시내버스 노선번호 개편
- 2004년 서울특별시 버스 개편